# Šmartno na Pohorju
Šmartno na Pohorju is een plaats in Slovenië en maakt deel uit van de gemeente Slovenska Bistrica in de NUTS-3-regio Podravska. De plaats telde 177 inwoners op 1 januari 2020.